# Johann Michael Eckel
Johann Michael Eckel (* 13. Mai 1870 in Willersdorf (Landkreis Waldeck-Frankenberg); † 26. August 1960 in Kassel) war ein deutscher Gewerkschafter und Abgeordneter des Provinziallandtages der preußischen Provinz Hessen-Nassau.

## Leben
Johann Michael Eckel war der Sohn des Ackermanns Heinrich Peter Eckel und dessen Ehefrau Anna Maria Seibert. Nach seiner Schulausbildung erlernte er den Beruf des Schreiners, betätigte sich politisch,  trat der SPD bei und wurde  Gewerkschaftssekretär in Kassel. In den Jahren 1930 bis 1932 hatte er einen Sitz im Kurhessischen Kommunallandtag des Regierungsbezirks Kassel, aus dessen Mitte er zum Abgeordneten des Provinziallandtages der Provinz Hessen-Nassau bestimmt wurde. 